# 魔王 (焼酎)
魔王（まおう）は、鹿児島県肝属郡錦江町の酒造メーカー・白玉醸造より発売されている芋焼酎の銘柄。

## 概要
麹として米麹を用いておりアルコール度数は25度である。樽で熟成される際、蒸発によって失われる天使の取り分に関わる天使を誘惑し魔界へ酒をもたらす悪魔にちなんで命名された。雑誌やテレビなどで紹介され一時期入手が困難となったため幻の焼酎といわれる。。
村尾酒造の「村尾」および森伊蔵酒造の「森伊蔵」と合わせ、プレミアム芋焼酎の「3M」とも称される。